# 164
El año 164 (CLXIV) fue un año bisiesto comenzado en sábado del calendario juliano, en vigor en aquella fecha.
En el Imperio romano el año fue nombrado el del consulado de Macrino y Celso, o menos frecuentemente, como el 917 ab urbe condita, siendo su denominación como 164 a principios de la Edad Media, al establecerse el anno Domini.

## Acontecimientos
- Se abandona la muralla de Antonino Pío, fijándose de nuevo la frontera de Britania en la muralla de Adriano.
- Los romanos conquistan Ctesifonte, pero la devuelven durante el año al firmar la paz con los partos.
- Avidio Casio, general romano, invade Partia.

## Nacimientos
- Brutia Crispina, emperatriz romana, mujer del emperador Cómodo.
- Ge Xuan, taoísta chino.